# Leptotarsus (Leptotarsus) fletcherensis
Leptotarsus (Leptotarsus) fletcherensis is een tweevleugelige uit de familie langpootmuggen (Tipulidae). De soort komt voor in het Australaziatisch gebied.